# Segunda Categoría del Azuay 2018
El Campeonato Provincial de Fútbol de Segunda Categoría de Azuay 2018 fue un torneo de fútbol en Ecuador en el cual compitieron equipos de la Provincia del Azuay. El torneo fue organizado por Asociación de Fútbol Profesional del Azuay (AFA) y avalado por la Federación Ecuatoriana de Fútbol. El torneo dio inicio el 20 de abril de 2018 y finalizó el 13 de julio de 2018. Participaron 9 clubes de fútbol y entregó 2 cupos al Zonal de Ascenso de la Segunda Categoría 2018 por el ascenso a la Serie B.

## Sistema de campeonato
El sistema determinado por la Asociación de Fútbol Profesional del Azuay fue el siguiente:
- La etapa única se jugó con los 9 equipos establecidos, fue todos contra todos ida y vuelta (18 fechas), en cada fecha un equipo tuvo descanso, al final los equipos que terminaron en primer y segundo lugar clasificaron a los zonales  de Segunda Categoría 2018 como campeón y vicecampeón provincial respectivamente.

## Equipos participantes
| Equipos participantes                    | Equipos participantes | Equipos participantes                                           |
| ---------------------------------------- | --------------------- | --------------------------------------------------------------- |
|                                          |                       |                                                                 |
| Equipo                                   | Ciudad                | Estadio                                                         |
| Círculo Cruz del Vado Social y Deportivo | Cuenca                | Estadio Alejandro Serrano Aguilar                               |
| Atenas Fútbol Club                       | Cuenca                | Estadio Alejandro Serrano Aguilar                               |
| Club Deportivo Gloria                    | Cuenca                | Estadio Alejandro Serrano Aguilar                               |
| Club Sociedad Deportiva El Cuartel       | Paute                 | Estadio Eduardo Crespo Malo                                     |
| Club Deportivo Estudiantes               | Cuenca                | Estadio Alejandro Serrano Aguilar                               |
| Club Social Deportivo Tecni Club         | Cuenca                | Estadio Universidad Politécnica Salesiana - Valeriano Gavinelli |
| Club Deportivo Estrella Roja             | Cuenca                | Estadio Alejandro Serrano Aguilar                               |
| Club Deportivo Baldor Bermeo Cabrera     | Ponce Enríquez        | Estadio Alejandro Serrano Aguilar                               |
| Santa Isabel Fútbol Club                 | Santa Isabel          | Estadio Alejandro Serrano Aguilar                               |

## Equipos por cantón
| Cantón         | N.º | Equipos                                                                           |
| -------------- | --- | --------------------------------------------------------------------------------- |
| Cuenca         | 6   | - Cruz del Vado - Atenas F.C. - Gloria - Estudiantes - Tecni Club - Estrella Roja |
| Paute          | 1   | - El Cuartel                                                                      |
| Ponce Enríquez | 1   | - Baldor Bermeo Cabrera                                                           |
| Santa Isabel   | 1   | - Santa Isabel F.C.                                                               |

## Clasificación
| Pos. | Equipo                | Pts. | PJ | G  | E | P  | GF | GC | Dif. |  |
| ---- | --------------------- | ---- | -- | -- | - | -- | -- | -- | ---- |  |
| 1    | Gloria                | 41   | 16 | 13 | 2 | 1  | 33 | 7  | +26  |  |
| 2    | Atenas F.C.           | 38   | 16 | 12 | 2 | 2  | 43 | 8  | +35  |  |
| 3    | Tecni Club            | 36   | 16 | 12 | 0 | 4  | 49 | 13 | +36  |  |
| 4    | Baldor Bermeo Cabrera | 29   | 16 | 9  | 2 | 5  | 39 | 12 | +27  |  |
| 5    | Estudiantes           | 24   | 15 | 7  | 3 | 5  | 19 | 19 | 0    |  |
| 6    | Estrella Roja         | 13   | 16 | 4  | 1 | 11 | 14 | 34 | −20  |  |
| 7    | Cruz del Vado         | 9    | 16 | 4  | 0 | 12 | 20 | 43 | −23  |  |
| 8    | Santa Isabel F.C.     | 9    | 15 | 3  | 0 | 12 | 14 | 47 | −33  |  |
| 9    | El Cuartel            | 3    | 16 | 2  | 0 | 14 | 14 | 62 | −48  |  |

Actualizado a los partidos jugados el 13 de julio de 2018.
 Fuente: Twitter: @AFAZUAY
Criterios de clasificación: 1) Puntos; 2) Diferencia de goles; 3) Goles marcados
|  | Campeón y clasificado a los zonales de Segunda Categoría 2018.     |
|  | Vicecampeón y clasificado a los zonales de Segunda Categoría 2018. |

## Evolución de la clasificación
| Equipo / Jornada      | 01 | 02 | 03 | 04 | 05 | 06 | 07 | 08 | 09 | 10 | 11 | 12 | 13 | 14 | 15 | 16 | 17 | 18 |
| --------------------- | -- | -- | -- | -- | -- | -- | -- | -- | -- | -- | -- | -- | -- | -- | -- | -- | -- | -- |
| Gloria                | 5  | 2  | 2  | 2  | 1  | 2  | 3  | 1  | 1  | 1  | 1  | 1  | 1  | 1  | 1  | 1  | 1  | 1  |
| Atenas F.C.           | 1  | 3  | 4  | 3  | 3  | 1  | 2  | 4  | 4  | 3  | 4  | 4  | 4  | 3  | 3  | 3  | 2  | 2  |
| Tecni Club            | 3  | 5  | 3  | 5  | 5  | 5  | 4  | 2  | 2  | 4  | 2  | 2  | 2  | 2  | 2  | 2  | 3  | 3  |
| Baldor Bermeo Cabrera | 4  | 1  | 1  | 1  | 2  | 3  | 1  | 3  | 3  | 2  | 3  | 3  | 3  | 4  | 4  | 4  | 4  | 4  |
| Estudiantes           | 2  | 4  | 5  | 4  | 4  | 4  | 5  | 5  | 5  | 5  | 5  | 5  | 5  | 5  | 5  | 5  | 5  | 5  |
| Estrella Roja         | 6  | 9  | 9  | 9  | 9  | 9  | 7  | 9  | 9  | 9  | 9  | 7  | 8  | 6  | 6  | 6  | 6  | 6  |
| Cruz del Vado         | 7  | 8  | 8  | 8  | 6  | 7  | 8  | 7  | 6  | 6  | 7  | 8  | 7  | 8  | 8  | 8  | 7  | 7  |
| Santa Isabel F.C.     | 8  | 7  | 7  | 6  | 7  | 8  | 9  | 6  | 7  | 7  | 6  | 6  | 6  | 7  | 7  | 7  | 8  | 8  |
| El Cuartel            | 9  | 6  | 6  | 7  | 8  | 6  | 6  | 8  | 8  | 8  | 8  | 9  | 9  | 9  | 9  | 9  | 9  | 9  |

## Resultados
| El Cuartel    | 2 - 6         | Atenas FC       | Alejandro Serrano Aguilar | 20 de abril   | 14:00         |
| Cruz del Vado | 0 - 1         | Tecni Club      | Patamarca                 | 20 de abril   | 14:00         |
| Estudiantes   | 3 - 0         | Santa Isabel FC | Patamarca                 | 20 de abril   | 16:15         |
| BBC           | 0 - 0         | Gloria          | Alejandro Serrano Aguilar | 20 de abril   | 16:15         |
| Libre:        | Estrella Roja | Estrella Roja   | Estrella Roja             | Estrella Roja | Estrella Roja |

| Estrella Roja   | 1 - 5      | El Cuartel    | Patamarca           | 25 de abril | 12:00      |
| Gloria          | 1 - 0      | Estudiantes   | Eduardo Crespo Malo | 25 de abril | 12:00      |
| Santa Isabel FC | 2 - 0      | Cruz del Vado | Eduardo Crespo Malo | 25 de abril | 14:15      |
| Atenas FC       | 0 - 1      | BBC           | Patamarca           | 25 de abril | 14:15      |
| Libre:          | Tecni Club | Tecni Club    | Tecni Club          | Tecni Club  | Tecni Club |

| Estudiantes   | 0 - 0      | Atenas FC       | Patamarca                 | 29 de abril | 10:00      |
| Tecni Club    | 4 - 0      | Santa Isabel FC | Alejandro Serrano Aguilar | 29 de abril | 10:00      |
| Cruz del Vado | 1 - 2      | Gloria          | Alejandro Serrano Aguilar | 29 de abril | 12:15      |
| BBC           | 3 - 2      | Estrella Roja   | Patamarca                 | 29 de abril | 12:15      |
| Libre:        | El Cuartel | El Cuartel      | El Cuartel                | El Cuartel  | El Cuartel |

| Estrella Roja | 1 - 2           | Estudiantes     | Guachapala          | 5 de mayo       | 10:00           |
| Gloria        | 5 - 1           | Tecni Club      | Eduardo Crespo Malo | 5 de mayo       | 10:00           |
| Atenas FC     | 1 - 0           | Cruz del Vado   | Eduardo Crespo Malo | 5 de mayo       | 12:15           |
| BBC           | 7 - 0           | El Cuartel      | Guachapala          | 5 de mayo       | 12:15           |
| Libre:        | Santa Isabel FC | Santa Isabel FC | Santa Isabel FC     | Santa Isabel FC | Santa Isabel FC |

| Tecni Club      | 1 - 2                 | Atenas FC             | Patamarca                 | 9 de mayo             | 12:00                 |
| Santa Isabel FC | 0 - 1                 | Gloria                | Patamarca                 | 9 de mayo             | 14:00                 |
| Cruz del Vado   | 1 - 0                 | Estrella Roja         | Alejandro Serrano Aguilar | 9 de mayo             | 14:00                 |
| Estudiantes     | 3 - 1                 | El Cuartel            | Alejandro Serrano Aguilar | 9 de mayo             | 16:00                 |
| Libre:          | Baldor Bermeo Cabrera | Baldor Bermeo Cabrera | Baldor Bermeo Cabrera     | Baldor Bermeo Cabrera | Baldor Bermeo Cabrera |

| Atenas FC     | 5 - 1  | Santa Isabel FC | Eduardo Crespo Malo | 12 de mayo | 10:00  |
| Estrella Roja | 0 - 4  | Tecni Club      | Eduardo Crespo Malo | 12 de mayo | 12:15  |
| El Cuartel    | 2 - 1  | Cruz del Vado   | Eduardo Crespo Malo | 13 de mayo | 10:00  |
| BBC           | 1 - 1  | Estudiantes     | Eduardo Crespo Malo | 13 de mayo | 12:15  |
| Libre:        | Gloria | Gloria          | Gloria              | Gloria     | Gloria |

| Tecni Club      | 4 - 0       | El Cuartel    | Eduardo Crespo Malo       | 16 de mayo  | 12:00       |
| Gloria          | 0 - 0       | Atenas FC     | Alejandro Serrano Aguilar | 16 de mayo  | 12:00       |
| Santa Isabel FC | 1 - 2       | Estrella Roja | Alejandro Serrano Aguilar | 16 de mayo  | 14:00       |
| Cruz del Vado   | 0 - 5       | BBC           | Eduardo Crespo Malo       | 16 de mayo  | 14:00       |
| Libre:          | Estudiantes | Estudiantes   | Estudiantes               | Estudiantes | Estudiantes |

| El Cuartel    | 0 - 2     | Santa Isabel FC | Eduardo Crespo Malo | 19 de mayo | 10:00     |
| Estrella Roja | 0 - 1     | Gloria          | Eduardo Crespo Malo | 19 de mayo | 12:15     |
| Estudiantes   | 1 - 2     | Cruz del Vado   | Eduardo Crespo Malo | 20 de mayo | 10:00     |
| BBC           | 0 - 1     | Tecni Club      | Eduardo Crespo Malo | 20 de mayo | 12:15     |
| Libre:        | Atenas FC | Atenas FC       | Atenas FC           | Atenas FC  | Atenas FC |

| Atenas FC       | 2 - 1         | Estrella Roja | Guachapala        | 25 de mayo    | 09:30         |
| Tecni Club      | 2 - 0         | Estudiantes   | Guachapala        | 25 de mayo    | 11:45         |
| Gloria          | 5 - 1         | El Cuartel    | Gerardo León Pozo | 26 de mayo    | 13:00         |
| Santa Isabel FC | 1 - 2         | BBC           | Gerardo León Pozo | 26 de mayo    | 15:15         |
| Libre:          | Cruz del Vado | Cruz del Vado | Cruz del Vado     | Cruz del Vado | Cruz del Vado |

| Estrella Roja | 0 - 2         | Atenas FC       | Patamarca     | 3 de junio    | 10:00         |
| El Cuartel    | 1 - 2         | Gloria          | Patamarca     | 3 de junio    | 12:00         |
| BBC           | 2 - 0         | Santa Isabel FC | Patamarca     | 3 de junio    | 14:00         |
| Estudiantes   | 1 - 0         | Tecni Club      | Patamarca     | 3 de junio    | 16:00         |
| Libre:        | Cruz del Vado | Cruz del Vado   | Cruz del Vado | Cruz del Vado | Cruz del Vado |

| Cruz del Vado   | 2 - 3     | Estudiantes   | Patamarca | 8 de junio  | 13:00     |
| Tecni Club      | 1 - 0     | BBC           | Patamarca | 8 de junio  | 15:15     |
| Gloria          | 2 - 0     | Estrella Roja | Patamarca | 10 de junio | 10:00     |
| Santa Isabel FC | 5 - 0     | El Cuartel    | Patamarca | 10 de junio | 12:15     |
| Libre:          | Atenas FC | Atenas FC     | Atenas FC | Atenas FC   | Atenas FC |

| Atenas FC     | 0 - 1       | Gloria          | Patamarca           | 13 de junio | 12:00       |
| El Cuartel    | 1 - 5       | Tecni Club      | Valeriano Gavinelli | 13 de junio | 12:00       |
| BBC           | 11 - 0      | Cruz del Vado   | Patamarca           | 13 de junio | 14:00       |
| Estrella Roja | 2 - 0       | Santa Isabel FC | Valeriano Gavinelli | 13 de junio | 14:00       |
| Libre:        | Estudiantes | Estudiantes     | Estudiantes         | Estudiantes | Estudiantes |

| Tecni Club      | 8 - 0  | Estrella Roja | Valeriano Gavinelli | 16 de junio | 12:00  |
| Santa Isabel FC | 0 - 9  | Atenas FC     | Valeriano Gavinelli | 16 de junio | 14:00  |
| Estudiantes     | 2 - 1  | BBC           | Patamarca           | 17 de junio | 13:00  |
| Cruz del Vado   | 7 - 1  | El Cuartel    | Patamarca           | 17 de junio | 15:00  |
| Libre:          | Gloria | Gloria        | Gloria              | Gloria      | Gloria |

| Estrella Roja | 2 - 1                 | Cruz del Vado         | Valeriano Gavinelli   | 23 de junio           | 10:00                 |
| Atenas FC     | 1 - 0                 | Tecni Club            | Valeriano Gavinelli   | 23 de junio           | 12:00                 |
| Gloria        | 7 - 0                 | Santa Isabel FC       | Eduardo Crespo Malo   | 24 de junio           | 10:00                 |
| El Cuartel    | 0 - 3                 | Estudiantes           | Eduardo Crespo Malo   | 24 de junio           | 12:00                 |
| Libre:        | Baldor Bermeo Cabrera | Baldor Bermeo Cabrera | Baldor Bermeo Cabrera | Baldor Bermeo Cabrera | Baldor Bermeo Cabrera |

| Cruz del Vado | 0 - 3           | Atenas FC       | Valeriano Gavinelli | 30 de junio     | 09:00           |
| Estudiantes   | 0 - 0           | Estrella Roja   | Patamarca           | 30 de junio     | 10:00           |
| Tecni Club    | 3 - 0           | Gloria          | Valeriano Gavinelli | 30 de junio     | 11:00           |
| El Cuartel    | 0 - 3           | BBC             | Patamarca           | 30 de junio     | 12:00           |
| Libre:        | Santa Isabel FC | Santa Isabel FC | Santa Isabel FC     | Santa Isabel FC | Santa Isabel FC |

| Gloria          | 1 - 0      | Cruz del Vado | Patamarca           | 4 de julio | 14:00      |
| Estrella Roja   | 0 - 2      | BBC           | Patamarca           | 4 de julio | 16:00      |
| Atenas FC       | 5 - 0      | Estudiantes   | Guachapala          | 4 de julio | 16:00      |
| Santa Isabel FC | 2 - 6      | Tecni Club    | Valeriano Gavinelli | 5 de julio | 12:00      |
| Libre:          | El Cuartel | El Cuartel    | El Cuartel          | El Cuartel | El Cuartel |

| El Cuartel    | 0 - 3      | Estrella Roja   | Patamarca           | 8 de julio | 09:00      |
| Estudiantes   | 0 - 3      | Gloria          | Eduardo Crespo Malo | 8 de julio | 10:00      |
| Cruz del Vado | 4 - 0      | Santa Isabel FC | Patamarca           | 8 de julio | 11:00      |
| BBC           | 1 - 2      | Atenas FC       | Eduardo Crespo Malo | 8 de julio | 12:00      |
| Libre:        | Tecni Club | Tecni Club      | Tecni Club          | Tecni Club | Tecni Club |

| Atenas FC       | 5 - 0         | El Cuartel    | Guachapala                | 13 de julio    | 12:00          |
| Tecni Club      | 8 - 1         | Cruz del Vado | Valeriano Gavinelli       | 13 de julio    | 12:00          |
| Gloria (C)      | 2 - 0         | BBC           | Alejandro Serrano Aguilar | 13 de julio    | 12:00          |
| Santa Isabel FC | -             | Estudiantes   | No se programó            | No se programó | No se programó |
| Libre:          | Estrella Roja | Estrella Roja | Estrella Roja             | Estrella Roja  | Estrella Roja  |

## Campeón
| |
| Club Deportivo Gloria 2.° título Clasifica a los zonales de la Segunda Categoría 2018 - También clasifica Atenas Fútbol Club como vicecampeón. |

## Goleadores
- Actualizado en 13 de marzo de 2019

| Jugador             | Equipo                | Goles |
| ------------------- | --------------------- | ----- |
| 1. Nelson Bustos    | Tecni Club            | 12    |
| 2. Jefferson Najera | Gloria                | 10    |
| 3. Ángel Tapia      | Atenas F.C.           | 10    |
| 4. Mario Arroyo     | Baldor Bermeo Cabrera | 7     |
| 5. Carlos Henríquez | Baldor Bermeo Cabrera | 7     |